# Studebaker Big Six
La Big Six è un'autovettura costruita dalla Studebaker dal 1918 al 1926 a South Bend. Della Big Six, che era il modello di punta della Casa automobilistica statunitense, furono commercializzate tre serie, la EG (1918-1921), la EK (1922-1924) e la EP (1925-1926). Nel 1927 la serie ES fu rinominata President, e nel gennaio dell'anno seguente fu introdotto un nuovo motore in linea a quattro cilindri, più piccolo e “rotondo” (cioè meno soggetto a vibrazioni).

## I primi modelli
Il modello rappresentò una pietra miliare per la Studebaker perché significò il distacco del legame dalla E-M-F Company, che si rivelò deludente.
Tra il 1918 ed il 1920 la Big Six fu offerta solo come torpedo a quattro porte, cioè la tipologia di autovetture più comune dell'epoca. Ma non appena il prezzo delle auto con carrozzeria chiusa scese, e gli acquirenti scoprirono i vantaggi di un abitacolo chiuso e semi-chiuso, la Big Six fu venduta dal 1921 in diversi tipi di carrozzerie. Dal 1926 poteva essere comprata anche in versione phaeton e berlina.
Dal 1918 al 1919 le Big Six erano mosse da un motore in linea a sei cilindri di cilindrata 5,8 litri erogante 60 bhp a 2000 Giri al minuto. Nel 1926 la potenza fu portata a 75 bhp a 2400 giri al minuto. Il passo della Big Six variò dai 3048 mm del 1918 alle due versioni del 1926, quella corta (3048 mm), e quella lunga (3226 mm).

## Gli anni ‘20
Negli anni venti dodici delle quattordici contee dell'Arizona fornirono autovetture Studebaker ai loro sceriffi, grazie alla reputazione di potenza, affidabilità e resistenza su strade dissestate. Nel 1925, la compagnia pubblicò un volantino su queste vetture, e rinominò la Big Six Sport Phaeton in “lo sceriffo”. Uno di questi modelli è stato restaurato, ed è ora mostrato al museo Arizona Historical Society a Tucson.
Nell'edizione del 1924 del New York International Auto Show, la Studebaker presentò una Big Six del 1918 il cui odometro segnava più di 800.000 km percorsi, e questo fu la prova della longevità e della resistenza dei veicoli della Casa automobilistica statunitense.

## La Big Six President
Nel 1927 il modello fu rinominato Big Six President. Da questo momento in poi la Studebaker iniziò a denominare le sue vetture senza considerare il tipo di motore, ma chiamando i propri modelli con nomi più evocativi, come Dictator (per la Standard Six) e Commander (per la Special Six). Nel 1928 ci fu l'introduzione del famoso motore in linea a otto cilindri di cilindrata 5130 cm³, sviluppante 100 bhp a 2600 giri al minuto. Il più grande sei cilindri in linea fu utilizzato invece dalla GB Commander prima di venire sostituito nel 1929 da un propulsore da 4064 cm³, che pose fine alla produzione della Big Six.
Le Big Six furono le ultime discendenti di una generazione di vetture progettate per le strade dissestate dell'inizio del XX secolo, cioè ricche di coppia motrice e costruttivamente molto robuste. Esse non erano però adatte ai grandi viaggi in velocità, che invece divennero possibili negli anni seguenti, con il miglioramento delle condizioni dei fondi stradali.

## Specifiche della Big Six berlina (dati del 1926)
Qui sotto sono elencate le caratteristiche tecniche della Big Six:
- Colore – blu con parti nere
- Posti a sedere – sette
- Ruote – legno
- Pneumatici – 34” x 7.30”
- Freni di servizio – agenti sul retrotreno
- Freno a mano – agente su un tamburo posto nella parte posteriore dell'albero di trasmissione
- Motore – sei cilindri, verticale
- Lubricazione – forzata
- Albero a gomiti  – quattro supporti di banco
- Radiatore – tubulare
- Raffreddamento – con pompa
- Accensione – batteria (che in questi anni stava progressivamente soppiantando i vecchi sistemi di accensione a magnete)
- Frizione – monodisco a secco
- Trasmissione – a manicotti scorrevoli di selezione
- Cambio – tre rapporti più la retromarcia
- Trasmissione del moto  – a coppia conica con dentatura elicoidale
- Sospensioni posteriori – semiellittiche
- Asse posteriore – semi-oscillante (è un assale rigido dotato di accorgimenti che ne controllino le oscillazioni verticali e longitudinali, quindi non è rigido del tutto, ma appunto è semi-oscillante)
- Scatola guida  –  a vite senza fine

### Equipaggiamento standard
- Sistema di pulizia del parabrezza
- Ammortizzatori
- Una torcia a batteria per ispezionare le zone in ombra dell'auto, ed una fune che serviva in caso di guasto per trainare la vettura
- Paraurti anteriore e posteriore
- Gomma di scorta
- Specchietto retrovisore
- Fari anabbaglianti
- Dispositivo antifurto
- Orologio
- Posacenere
- Beauty-case
- Luci di cortesia ed indicatori di direzione

### Optional
- Freni idraulici a disco sulle quattro ruote
- Ruota di scorta